# Commissario europeo per la difesa e lo spazio
Il commissario europeo per la difesa e lo spazio è un membro della Commissione europea. Il ruolo è ricoperto dal 1º dicembre 2024 dal lituano Andrius Kubilius nella Commissione von der Leyen II.

## Competenze
Il Commissario si occupa prevalentemente di difesa europea e di politiche spaziali, inclusi i seguenti temi:
- Il Commissario supervisiona il Fondo Europeo per la Difesa, che regola il funzionamento del mercato UE nell'ambito della difesa
- Il Commissario sarà affidatario della gestione e sviluppo dei programmi Galileo (navigazione satellitare), IRIS2 e Copernicus (osservazione terrestre).
- Il Commissario gestisce inoltre le politiche di sicurezza interna, le infrastrutture di difesa e gli investimenti sulla difesa europea, e la ricerca nell'ambito della difesa.

## Politiche precedenti
Le competenze ad oggi attribuite al Commissario Europeo per la difesa e lo spazio erano affidate al Commissario europeo per il mercato interno e i servizi e all'Alto rappresentante dell'Unione per gli affari esteri e la politica di sicurezza.

## Cronologia
|   | Commissario      | Stato europeo | Commissione                  | Durata          | Incarichi       |
| - | ---------------- | ------------- | ---------------------------- | --------------- | --------------- |
| 1 | Andrius Kubilius | Lituania      | Commissione von der Leyen II | 2024– in carica | Difesa e Spazio |